# Nathalie Björn
Nathalie Björn (Uppsala, 4 mei 1997) is een Zweeds voetbalspeelster. Ze speelt als verdediger voor Chelsea LFC in de Super League.

## Clubcarrière
Björn begon met voetballen bij Vaksala SK, een lokale voetbalclub in Uppsala. Op zestienjarige leeftijd speelde ze voor IK Sirius in de Elitettan, het tweede niveau van Zweden. Met deze club eindigde ze op de derde plaats, waarmee ze nipt promotie naar de Damallsvenskan misliep. Hierna stapte ze over naar AIK Fotboll. In haar debuutseizoen wist ze met deze club zich te handhaven in de Damallsvenskan, maar in het seizoen erna degradeerde ze alsnog naar de Elitettan. Voorafgaande aan het seizoen 2016 stapte ze over naar Eskilstuna United DFF, waarmee ze actief was in de Champions League.

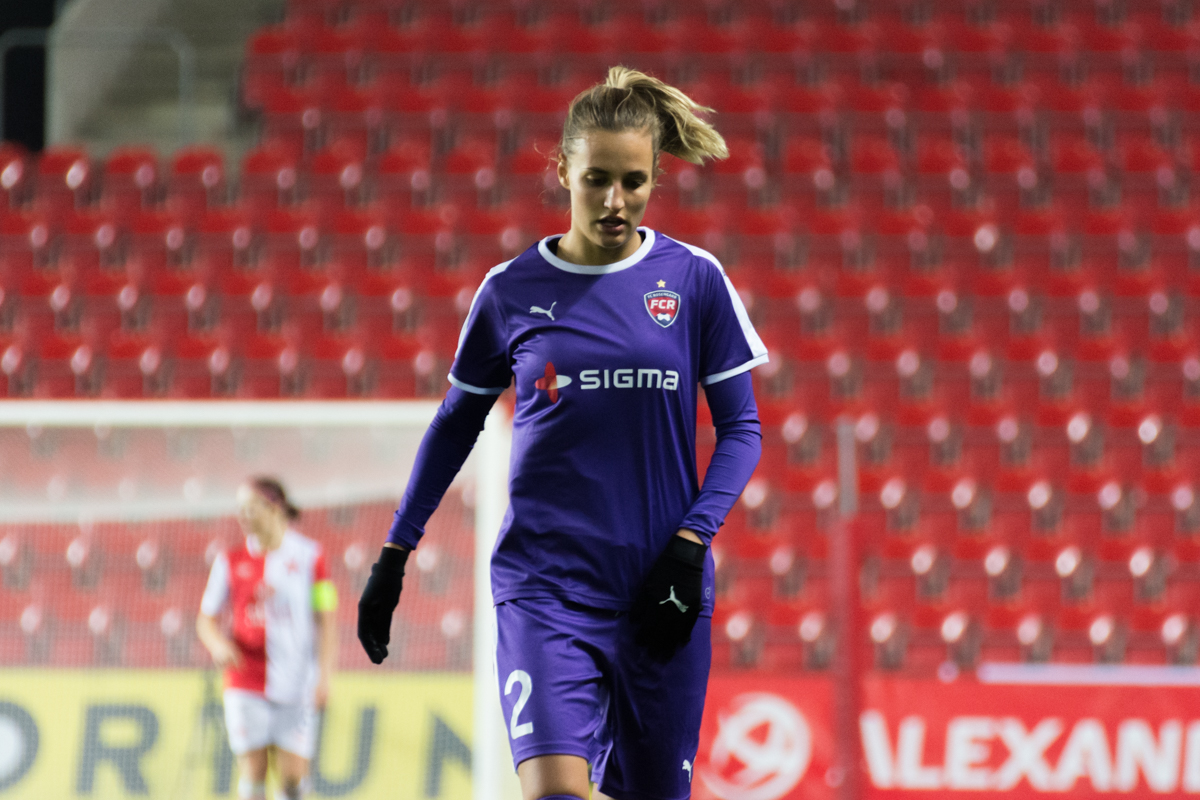
Björn in een wedstrijd met FC Rosengård tegen Slavia Praag in november 2018

Na twee seizoenen voor Eskilstuna United DFF te hebben gespeeld, stapte Björn over naar de Zweedse topclub FC Rosengård. Met deze club won ze op 18 mei 2018 de Zweedse beker en in hetzelfde seizoen werd ze met deze club kampioen van Zweden. In de Champions League werd ze uitgeschakeld met haar ploeg tegen Slavia Praag. Op de laatste speeldag van 2019 wist Björn haar eerste doelpunt in de Damallsvenskan te maken door doel te treffen tegen haar oude club Eskilstuna United DFF. Björn kwam in het seizoen 2019 in 17 van de 22 wedstrijden in actie. In het volgende seizoen kwam ze in alle 22 wedstrijden in actie.
In het seizoen 2021 maakte Björn na acht optredens voor FC Rosengård de overstap naar de Engelse club Everton FC, waar ze een driejarig contract tekende. In een 1-1 gelijkspel tegen Brighton & Hove Albion WFC maakte Björn haar eerste doelpunt in de Super League. Björn maakte in het seizoen 2022/23 81% correcte tackles. Na afloop van het seizoen werd ze uitgeroepen tot speelster van het seizoen. Samen met haar Zweedse ploeggenote Hanna Bennison was ze de enige Everton-speelster die in actie kwam op het WK 2023. Na afwezig te zijn geweest door een blessure, wist ze in een wedstrijd in november 2023 haar ploeg vanaf de penaltystip naar een overwinning te schieten tegen Aston Villa WFC.
Björn tekende op 10 januari 2024 een drie en halfjarig contract bij competitiegenoot Chelsea LFC. Haar debuut voor de Londense club maakte ze op 14 januari 2024 in een 3-1 thuisoverwinning op West Ham United F.C. door in te vallen voor Jess Carter in de 59ste minuut. In de volgende wedstrijd maakte ze eveneens haar basisdebuut in een met 3-1 gewonnen wedstrijd tegen Manchester City WFC. Björn opende op 3 maart 2024 de score in een wedstrijd tegen Leicester City WFC, haar eerste doelpunt in dienst van Chelsea.  Met de Londense club werd Björn op 18 mei 2024 kampioen van de Super League.

## Statistieken
| Seizoen | Club                  | Land     | Competitie     | Wedstrijden | Doelpunten |
| ------- | --------------------- | -------- | -------------- | ----------- | ---------- |
| 2013    | IK Sirius             | Zweden   | Elitettan      | 8           | 0          |
| 2014    | AIK Fotboll           | Zweden   | Damallsvenskan | 15          | 0          |
| 2015    | AIK Fotboll           | Zweden   | Damallsvenskan | 19          | 0          |
| 2016    | Eskilstuna United DFF | Zweden   | Damallsvenskan | 19          | 0          |
| 2017    | Eskilstuna United DFF | Zweden   | Damallsvenskan | 20          | 0          |
| 2018    | FC Rosengård          | Zweden   | Damallsvenskan | 21          | 0          |
| 2019    | FC Rosengård          | Zweden   | Damallsvenskan | 17          | 2          |
| 2020    | FC Rosengård          | Zweden   | Damallsvenskan | 22          | 1          |
| 2021    | FC Rosengård          | Zweden   | Damallsvenskan | 8           | 1          |
| 2021/22 | Everton FC            | Engeland | Super League   | 16          | 1          |
| 2022/23 | Everton FC            | Engeland | Super League   | 20          | 0          |
| 2023/24 | Everton FC            | Engeland | Super League   | 8           | 1          |
| 2023/24 | Chelsea LFC           | Engeland | Super League   | 9           | 1          |
| 2023/24 | Chelsea LFC           | Engeland | Super League   | 11          | 1          |
| Totaal  | Totaal                | Totaal   | Totaal         | 213         | 8          |

Laatste update: 5 februari 2025

## Interlandcarrière
Björn maakte haar debuut voor het Zweedse nationale team op 21 oktober 2016 in een wedstrijd tegen Iran door in de basis te starten.
Op 16 mei 2019 werd ze geselecteerd voor de Zweedse selectie voor het WK 2019 in Frankrijk. Ze maakte haar debuut op het eindtoernooi in de groepsfasewedstrijd tegen de Verenigde Staten. Na een nederlaag in de halve finale tegen Nederland na verlenging, pakte Björn met haar land een bronzen medaille door in de troostfinale af te rekenen met Engeland.
Björn trad ook voor haar land aan op de met een jaar vertraagde Olympische Zomerspelen 2020. Door in de finale na penalty's te verliezen van Canada won ze met haar land een zilveren medaille. Op het EK 2022 in Engeland was Björn ook van de partij en werd ze met haar land in de kwartfinale uitgeschakeld tegen Engeland.
Björn werd eveneens op 13 juni 2023 opgenomen in de Zweedse selectie voor het WK 2023 in Australië en Nieuw-Zeeland. Ze werd met haar land uitgeschakeld in de halve finale tegen Spanje. In de troostfinale zegevierden Björn en haar landgenoten met 2-0 tegen gastland Australië waardoor zij een bronzen medaille wisten te winnen.
1: Lindahl ·
2: Andersson ·
3: Sembrant ·
4: Glas ·
5: Fischer ·
6: Eriksson ·
7: Janogy ·
8: Hurtig ·
9: Asllani ·
10: Jakobsson ·
11: Blackstenius · 12: Falk · 13: Ilestedt · 14: Roddar · 15: Björn · 16: Zigiotti Olme · 17: Seger · 18: Rolfö · 19: Anvegård · 20: Larsson · 21: Mušović · 22: Schough · 23: Rubensson · Coach: Gerhardsson